# Bătălia de la Velikie Luki

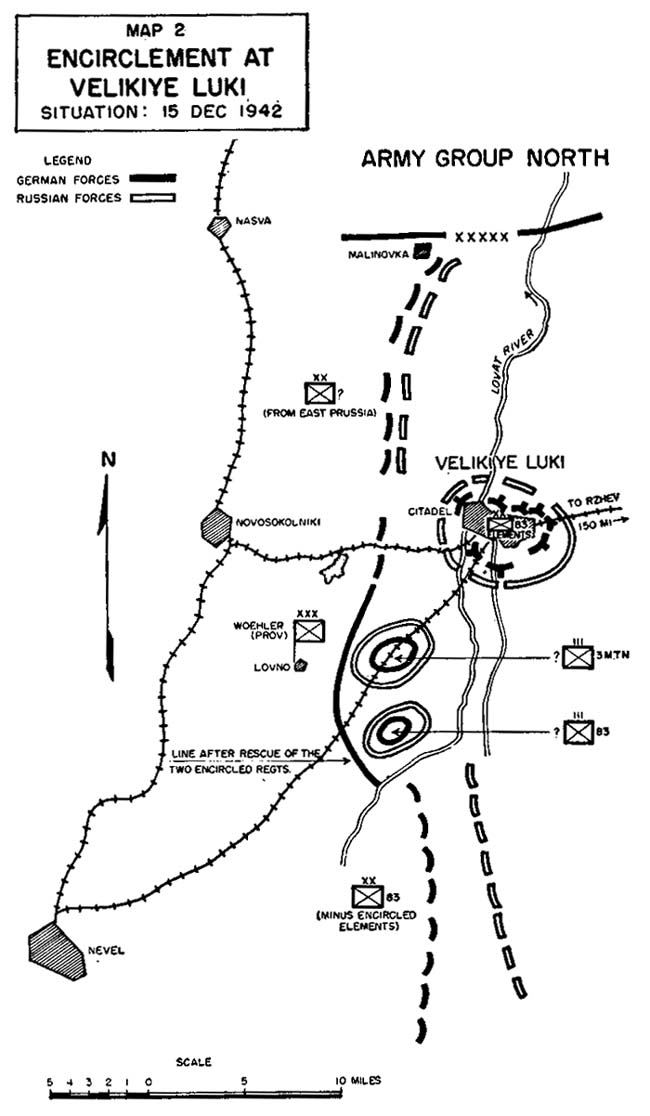
Situaţia după înaintarea iniţială sovietică.

Bătălia de la Luki  a avut loc în iarna 1942-1943 între forțele sovietice și cele germane în regiunea orașului Velikie Luki. 
După epuizarea efortului principal de război din Operațiunea Barbarossa și porțiunea din zona de nord a frontului de răsărit s-a stabilizat în primăvarea anului 1942, germanii aveau controlul orașului Velikie Luki, ceea ce le asigura un cap de pod peste râul Lovat. Paralel cu râul se afla o importantă cale ferată nord-sud, în spatele liniilor germane. La nord de oraș începea zona mlăștinoasă care ducea la Lacul Peipus, zonă în care orice atac s-ar fi desfășurat cu mare dificultate. Orașul Velikie Luki era o țintă naturală pentru contraatacul sovietic, care ar fi trebuit să distrugă sus-numitul cap de pod german și să creeze un cap de pod propriu pe celălalt mal al râului. Acest atac era menit de asemenea să întrerupă transportul german pe calea ferată. În cursul anului 1942, garnizoana germană a fost puternic întărită și orașul și împrejurimile au fost fortificate. 
La mijlocul lunii noiembrie, a avut loc o tentativă sovietică de cucerire a orașului, cu doar câteva zile mai înainte de declanșarea Operațiunii Uranus, care a dus la încercuirea germanilor din regiunea Stalingradului. Velikie Luki a fost încercuit de sovietici. Garnizoana germană foarte puternică și fortificațiile ridicate în zonă i-a împiedicat pe sovietici să cucerească orașul. În timp ce sovieticii luptau să distrugă sistemul defensiv al germanilor, aceștia au încercat să despresureze garnizoana prin atacuri din exterior. Mai multe încercări de spargere a încercuirii au eșuat, dar la ultima dintre ele, mai multe comandouri din Regimentul Branderburghez s-au infiltrat în oraș și au ajutat resturile garnizoanei germane din partea vestică a orașului să se strecoare afară din încercuire, iar Velikie Luki a fost ocupat de sovietici. Germanii din partea răsăriteană a orașului s-au predat pe 16 ianuarie 1943.
Această luptă este numită uneori "micul Stalingrad din nord" date fiind similaritățile cu mai bine cunoscuta bătălie de la Stalingrad care se desfășura cam în aceeași perioadă în sectorul sudic al frontului. (Mai multe bătălii ale celui de-al doilea război  mondial au fost numite mai târziu " micul Stalingrad".)

## Forțele implicate în luptă

### Germanii
- Grupul de Armate Centru
  - Grupul Chevallerie
    - Garnizoana din Velikie Luki
    - Grupul Otto Wöhler
      - Divizia a 8-a Panzer
      - Divizia a 20-a de infanterie motorizată
      - Divizia a 3-a de vânători de munte
      - Divizia a 83-a de infanterie
        - Batalionul al 3-a de schiori

      - Divizia a 205-a de infanterie
      - Divizia a 291-a de infanterie
      - Divizia a 331-a de infanterie
      - Elemente ale Diviziei a 3-a de vânători de munte
      - Brigada I motorizată SS
        - Companuia a 459-a de tunuri de asalt
        - Batalionul RFSS
        - Freikorps Danmark

      - Batalionul a 185-a de tunuri de asalt
      - O companie din Regimentul de comando brandenburghez

    - Corpul al 2-lea Luftwaffe
      - Divizia a 6-a Luftwaffe
      - Un batalion din Divizia a 7-a Flieger

În această perioadă, cea mai mare parte a soldaților Grupului de Armate Centru era angajată în luptele împotriva ofensivei sovietice de la Rjev-Sicevka. 
Mai înainte de începerea luptei, forțele din regiunea Velikie Luki se aflau sub controlul Corpului al 59-lea german de sub comanda generalului Chevallerie. În timpul luptelor, Corpul de Armate al 59-lea a fost redenumit teporar Grupul Chevallerie, pentru despresurarea garnizoanei fiind creat Grupul Wöhler. Grupul Chevallerie și-a recăpătat numele inițial (Corpul de Armate al 59-alea) după bătălie. 

### Sovieticii
- Frontul Kalinin (Maxim Purkaev)

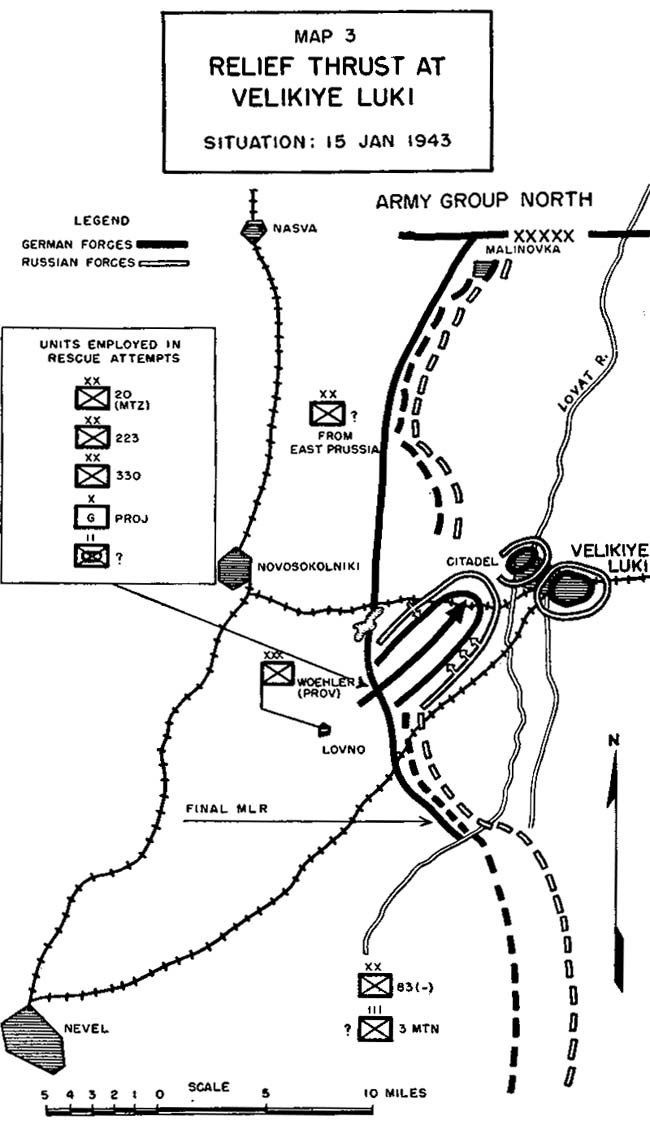
Încercările germane de descercuire. (Ordinea de luptă din această hartă din 1952 nu este corectă).

  - Armata a 3-a de șoc (K. N. Galițki)
    - Divizia a 21-a infanterie de gardă
    - Divizia a 28-a de infanterie
    - Divizia a 32-a de infanterie
    - Divizia a 105-a de infanterie Stalin
    - Divizia a 360-a de infanterie
    - Brigada a 129-a de tancuri
    - Brigada a 184-a de tancuri
    - Brigada a 236-a de tancuri
    - Brigada a 45-a de schiori
    - Brigada a 23-a de pușcași
    - Brigada a 100-a de pușcași
    - Regimentul al 389 de vânători de tancuri
    - Supporting troops

  - Corpul al 2-lea mecanizat
    - Divizia a 381-a infanterie
    - Brigada a 33-a de tancuri
    - Brigada a 36-a de tancuri
    - Brigada a 18-a de mecanizată
    - Brigada a 34-a de mecanizată Soviet
    - Brigada a 43-a de mecanizată
    - Brigada a 44-a de schiori
    - Brigada a 26-a de pușcași
    - Brigada a 31-a de pușcași

  - Corpul al 5-lea de armate de șoc
    - Divizia a 9-a de gardă de infanterie
    - Divizia a 46-a de gardă de infanterie
      - Regimentul al 34-a de tancuri de străpungere

    - Divizia a 257-a de infanterie
    - Divizia a 237-a de infanterie
    - Brigada a 92-a de tancuri

  - Corpul al 8-lea de infanterie estonă
    - Divizia a 19-a de gardă de infanterie
    - Divizia a 7-a de infanterie estonă
    - Divizia a 249-a de infanterie estonă
    - Brigada a 45-a de tancuri

Cea mai mare parte a trupelor frontului Kalinin (Maxim Purkaev) era angajat în luptele ofensivei Rjev-Sicevka de la sud de Velikie Luki. Numai unitățile flancului său drept au participat la luptele de la  Velikie Luki.